# Corynura chloris
Corynura chloris är en biart som först beskrevs av Maximilian Spinola 1851.  Corynura chloris ingår i släktet Corynura och familjen vägbin. Inga underarter finns listade i Catalogue of Life.